# Porsche Leipzig
Die Porsche Leipzig GmbH (auch: Porsche Werk Leipzig) ist eine 100-prozentige Tochtergesellschaft der Dr. Ing. h.c. F. Porsche AG. Am Standort in Leipzig werden Karosserien für Bentley, wie auch der Panamera und Macan – ein Sport Utility Vehicle  (SUV) – hergestellt.
Seit 2018 fertigt das Werk außerdem die Karosserie des neuen Bentley Continental GT, auch der Porsche Cayenne wurde von 2002 bis 2017 in Leipzig gefertigt.

## Geschichte

### Bauphase
1998 veröffentlichte Porsche die Entscheidung zur Produktion des Cayenne. Da das Werk in Zuffenhausen mit dem 911 und dem Boxster ausgelastet war und es dort keine ausreichend große Fläche gab, wählte man aus insgesamt 17 potenziellen Standorten Leipzig als neuen Fertigungsstandort.
Zehn Kilometer weiter östlich, ebenfalls an der A 14, errichtete BMW von 2001 bis 2005 das BMW-Werk Leipzig.

### Entwicklungen von 2002 bis 2018
Am 20. August 2002 wurde das Porsche-Werk Leipzig offiziell eingeweiht. An der Eröffnungsfeier nahmen unter anderem der damalige Bundeskanzler Gerhard Schröder, der damalige Ministerpräsident des Freistaates Sachsen Georg Milbradt sowie der damalige Leipziger Oberbürgermeister Wolfgang Tiefensee teil. Einen Monat später wurde der erste Cayenne fertiggestellt. Von August 2003 bis Mai 2006 wurde zudem der Carrera GT in Leipzig gefertigt.
Mit der Entwicklung des Panamera begannen im Jahr 2006 die Bauarbeiten für eine neue, 25.000 Quadratmeter große Fertigungshalle. Gleichzeitig baute man ein 23.500 Quadratmeter großes Logistikzentrum, das die Bauteile und -gruppen für die Panamera-Produktion bereitstellt. Im Frühjahr 2008 wurde der Testbetrieb der neuen Panamera-Fertigungsanlagen mit der Montage des ersten Prototyps aufgenommen. Im Jahr 2009 beschäftigte die Porsche Leipzig GmbH erstmals mehr als 500 Mitarbeiter. Anfang 2009 wurde der 250.000ste Cayenne im Werk Leipzig gefertigt. Ebenso fand eine Deutschlandpremiere mit der Auslieferung des ersten Cayenne Diesel statt. Im April 2009 startete die Produktion des Panamera.
Für das neu eingeführte Modell Macan begann im Oktober 2011 der Bau von zwei neuen Produktionshallen mit Karosseriebau und Lackiererei. Das einstige Montagewerk wurde so zum Vollwerk. Im Februar 2014 ging die neue Fabrik in Betrieb. An der Eröffnung nahmen unter anderem der damalige Vize-Kanzler Sigmar Gabriel sowie Stanislaw Tillich, damals Ministerpräsident des Freistaates Sachsen, teil. Durch die neue Fabrik stieg auch die Mitarbeiterzahl an: Im Jahr 2014 beschäftigte die Porsche Leipzig GmbH rund 3.000 Menschen.
Im März 2014 fiel die Entscheidung, die komplette Fertigung des Panamera nach Leipzig zu verlegen, Ende 2015 wurden die ersten Vorserienfahrzeuge fertiggestellt. Neben dem Karosseriebau für den Panamera wurde auch ein Logistikzentrum gebaut. Im Juni 2016 wurde das neue Qualitätszentrum eröffnet. Im Frühjahr 2016 begannen die Bauarbeiten für ein neues Ausbildungszentrum am Standort Leipzig. Auf einer Gesamtfläche von 2.300 Quadratmetern sind eine Lehrwerkstatt sowie mehrere Schulungs-, Lehr- und Sozialräume entstanden. Ausbildungsberufe bei Porsche Leipzig sind Kfz-Mechatroniker, Mechatroniker und Industriemechaniker. Im April 2017 wurde das neue Ausbildungszentrum eröffnet.
Am 12. Dezember 2017 wurde der letzte Cayenne in Leipzig hergestellt. Die neue Generation wird komplett im Volkswagen-Werk in Bratislava gefertigt. Seit 15. Februar 2018 werden auch keine Fahrzeuge mit Dieselmotor mehr gefertigt.

### Negativpreis 2012
Wegen des Antrages auf staatliche Subventionen für die Erweiterung des Leipziger Luxuswagenwerkes in Höhe von 44 Millionen EUR erhielt Porsche im Jahre 2012 den vom Bund der Steuerzahler Sachsen e. V. vergebenen Negativpreis Schleudersachse.
Der frühere Porsche-Chef Wendelin Wiedeking hingegen hatte auf Fördermittel verzichtet mit der Begründung, dass Luxus und Stütze nicht zusammenpassten. Auch die EU hinterfragte die beantragten Subventionen.

## Produktion
Die Fabrik des Werks Leipzig hat eine Gesamtgrundfläche von 345.000 Quadratmetern und dient der Fertigung der Porsche-Modellreihen Macan sowie Panamera. Täglich werden rund 600 Fahrzeuge gebaut.

## Porsche Experience Center Leipzig

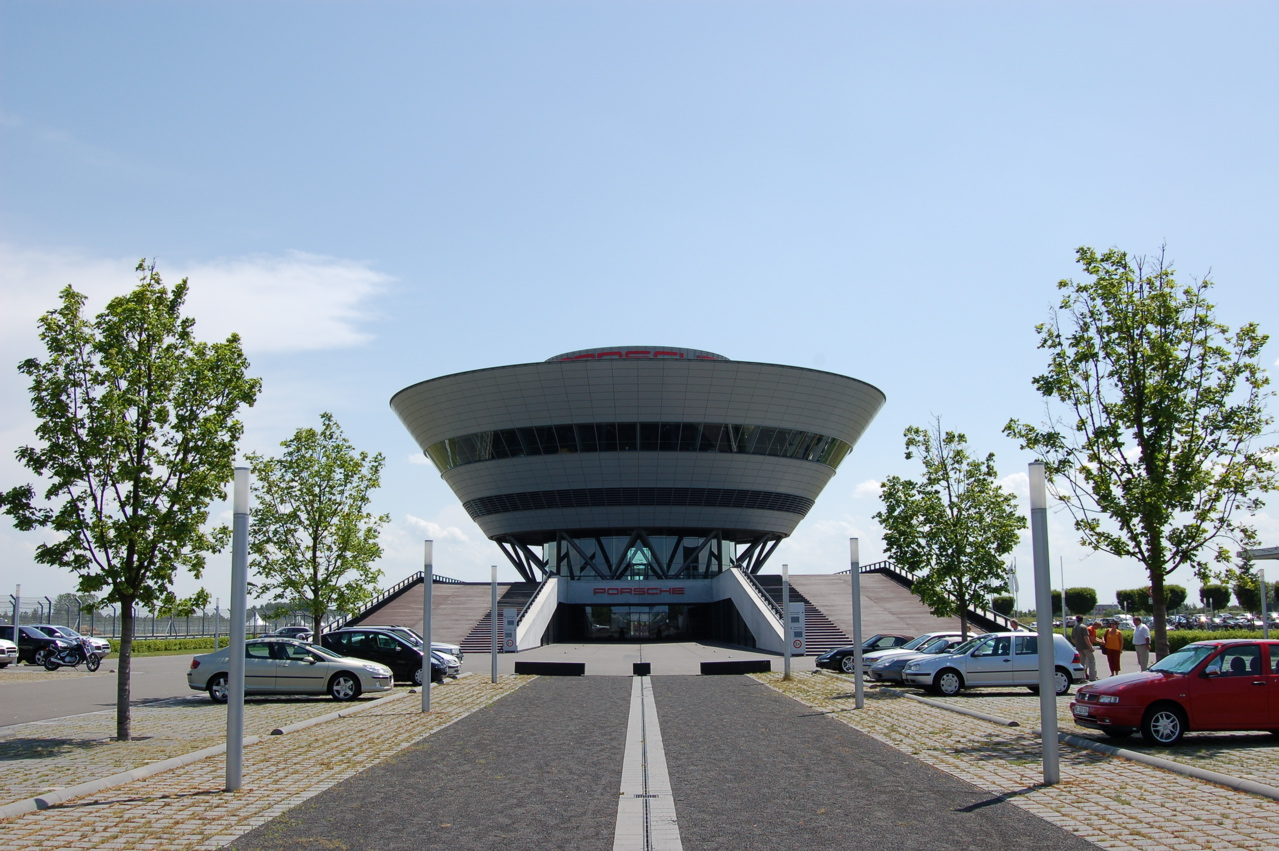
Kundenzentrum von Porsche in Leipzig

Das Kundenzentrum des Porsche-Werks Leipzig wird für Veranstaltungen auf dem Werksgelände genutzt. Jährlich finden dort auch rund 2.000 Fahrzeugübergaben statt.
Die Form des Gebäudes ähnelt der eines Diamanten und besteht im Grundaufbau aus einem Sockel aus Sichtbeton und einem konischen, mit Metallpaneelen verkleideten, 32 Meter hohen Turm. Der Entwurf stammt von den Architekten von Gerkan, Marg und Partner aus Berlin. Grundbestandteile sind Beton, Stahl und Glas. Dabei tragen 76 jeweils 15 Meter tief in der Erde verankerte Stützen das Gebäude. Insgesamt wurden für die Konstruktion 170 Kilometer Elektroleitungen für Stark- und Schwachstrom, 912 Tonnen Bewehrungsstahl, 6450 Kubikmeter Beton sowie 755 Tonnen Stahl für das Stahltragwerk verwendet.

## Strecken

### Einfahr- und Prüfstrecke
Der Entwurf der Einfahr- und Prüfstrecke des Porschewerks Leipzig stammt von Hermann Tilke, Rennfahrer und Konstrukteur mehrerer Formel-1-Kurse, beispielsweise in Malaysia oder Bahrain und vereint zehn bedeutende Kurven bekannter Rennstrecken. Im Einzelnen sind dies Suzuka S (Suzuka/Japan), Sunset Bend (Sebring International Raceway/USA), Loews (Circuit de Monaco/Monaco), Victoria Turn (Rio de Janeiro/Brasilien), Mobil 1 S (Nürburgring/Deutschland), Curve di Lesmo (Autodromo Nazionale Monza/Italien), Bus Stop (Spa-Francorchamps/Belgien), Suntory Corner (Shizuoka/Japan), Corkscrew (Laguna Seca/USA), Parabolica (Monza) und Karussell (Nürburgring/Deutschland). Der insgesamt 3,7 Kilometer lange Rundkurs ist 12 Meter breit und enthält sechs Vollgaspassagen mit sechs Bremspunkten.

### Geländestrecke
Die sechs Kilometer lange Geländestrecke führt durch ein ehemaliges militärisches Übungsgelände. Insgesamt 15 Geländemodule, wie beispielsweise eine 100 Meter lange und 0,5 Meter tiefe Wasserdurchfahrt oder eine Extremrampe mit 80 % Steigung können befahren werden. Im Einzelnen sind dies Schotterstrecke, Sandstrecke, Baumstammsimulation, Extremrampe, Grabenquerung, Steintreppe, Walddurchfahrt, Schräghangbahn, Wallüberfahrt, Bunkerüberfahrten, Erdstrecke, Hügellandschaft mit Panzerbrücke, Schlammweg, Knüppeldamm und Wasserdurchfahrt.

## Varia
- Das Orgel-Register Carillon in der Nikolaikirche Leipzig trägt den Namen Macan, das Orgel-Register Stahlspiel heißt Panamera. Diese Umbenennungen sind ein Dankeschön dafür, dass sich Porsche Leipzig mit mehr als 1,8 Millionen Euro an der umfassenden Sanierung und Erweiterung der Orgel in der Nikolaikirche Leipzig als Sponsor beteiligt hat; beide Auto-Modelle fertigt Porsche in seinem Werk in Leipzig. Im Volksmund wird das heutige Instrument – aufgrund des umfangreichen Engagements des Orgelsponsors – augenzwinkernd Porsche-Orgel genannt.[11]